# Садовое (Белгород-Днестровский район)
Садовое (укр. Садове) — село в Белгород-Днестровском районе Одесской области Украины. 

## География
Расположено на правом берегу Днестровского лимана в 27 км от берега Чёрного моря.

## История
В 1945 г. Указом ПВС УССР село Шаболат переименовано в Садовое.

## Известные уроженцы
- Сергей Стерненко (1995) — украинский гражданский активист, бывший глава Правого Сектора в Одессе.